# Krbavčići
Krbavčići is een plaats in de gemeente Buzet in de Kroatische provincie Istrië. De plaats telt 57 inwoners (2001).